# روني تورنبول
روني تورنبول (بالإنجليزية: Ronnie Turnbull)‏ (18 يوليو 1922 في المملكة المتحدة - 1 نوفمبر 1966 في المملكة المتحدة) هو لاعب كرة قدم بريطاني (وحمل سابقاً جنسية المملكة المتحدة لبريطانيا العظمى وأيرلندا) في مركز الهجوم. لعب مع سوانزي سيتي ومانشستر سيتي ونادي دندي ونادي سندرلاند ونادي أشينغتون ‏ وجاينفيلد سويفتس ‏.